# I Wish It Would Rain
"I Wish It Would Rain" is een van de succesvolste singles van een van de succesvolste groepen van Motown, The Temptations. Het nummer werd in december 1967 uitgebracht, maar werd in 1968 pas een hit toen het de #4 positie op de poplijst van de Verenigde Staten haalde en de #1 positie op de R&B lijst. "I Wish It Would Rain" was de eerste single van het album "The Temptations Wish It Would Rain".
Het nummer werd geschreven door Norman Whitfield in samenwerking met Barrett Strong en Roger Penzabene. Het was Penzabene die de tekst voor het nummer schreef. Die was gebaseerd op een situatie dat echt in zijn leven voor kwam. Het onderwerp van het nummer is dat de verteller, in dit geval leadzanger David Ruffin, depressief is geworden, omdat zijn vrouw hem verlaten heeft. Hij vertelt dat hij hoopt dat het gaat regenen, zodat hij naar buiten kan en zijn tranen niet opvallen. Ook Penzabene's vrouw had hem verlaten en daar kwamen dit nummer en het vervolgnummer, "I Could Never Love Another (After Loving You)", uit voort. Nadat beide nummers opgenomen waren en tien dagen na de release van "I Wish It Would Rain", pleegde Penzabene zelfmoord.
Whitfield en Strong, die na de dood van Penzabene als een duo verdergingen, verzorgde het muzikale arrangement van het nummer. Strong bedacht het terugkomende intro gespeeld op de piano waar het nummer aan te herkennen is. Whitfield bedacht de rest van het nummer.
De B-kant van de single, "I Truly, Truly Believe", werd een kleine hit op de R&B lijst. De leadpartij in dit nummer werd gezongen door basszanger Melvin Franklin, wat een zeldzaamheid is in de carrière van The Temptations.
"I Wish It Would Rain" werd later gecoverd door onder andere Gladys Knight & The Pips, die er een #41 pophit in de VS mee hadden, Aretha Franklin en The Faces, de groep die voortkwam uit The Small Faces, en door Bob Dylan het nummer is verschenen op de bootleg series, Springtime in New York: The Bootleg Series Vol.16 1980-1985.

## Bezetting
- Lead: David Ruffin
- Achtergrond: Melvin Franklin, Paul Williams, Otis Williams en Eddie Kendricks
- Instrumentatie: The Funk Brothers
- Schrijvers: Norman Whitfield, Roger Penzabene en Barrett Strong
- Productie: Norman Whitfield